# 희토류 원소

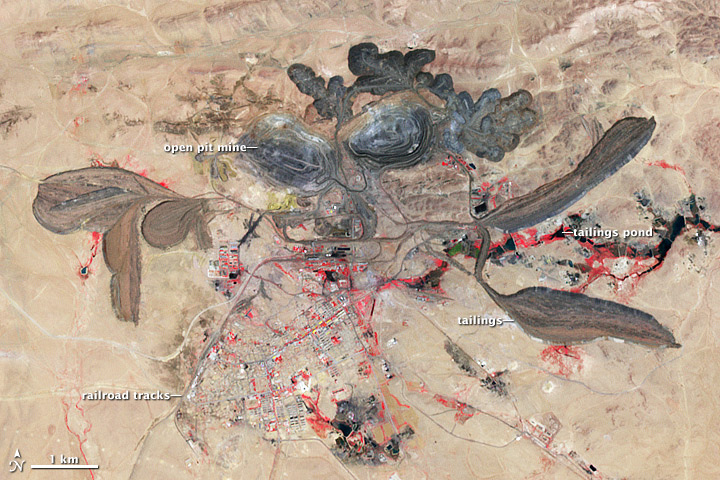
바이얀 오보(Bayan Obo) 희토류 광산의 위성사진, 2006.

희토류 원소(稀土類元素, 영어: rare earth elements, rare earth metals, REE)는 주기율표의 17개 화학 원소의 통칭으로, 스칸듐(Sc)과 이트륨(Y), 그리고 란타넘(La)부터 루테튬(Lu)까지의 란타넘족 15개 원소를 말한다. 이들을 묶어 희토류로 통칭하는 이유는 서로 화학적 성질이 유사하고 광물 속에 그룹으로 함께 존재하기 때문이다. 종종 악티늄족 원소를 포함시키는 경우도 있다.
희토류라는 이름이 붙기는 했으나, 불안정 원소인 프로메튬을 제외하면 지구의 지각에 상대적으로 풍부하게 분포한다. 세륨은 68 ppm으로, 지각을 구성하는 원소 중 25번째로 풍부한 원소로 구리와 유사한 양이다. 그러나 지구화학적 성질로 인해, 희토류 원소는 경제성 있는 농축된 형태로는 거의 산출되지 않는다.
광물 형태로는 희귀한 원소이므로 이러한 관점에서 '희토류'라는 이름이 붙게 되었다. 희토류 원소를 포함한 광물 중 처음 발견된 건 스웨덴의 위테르뷔에서 발견된 가돌리나이트이다. 많은 희토류 원소가 위테르비의 지명에서 기원한 이름을 가지고 있다.

## 분류
희토류는 크게 가벼운 희토류와 무거운 희토류로 나뉜다. 가벼운 희토류(경희토류)는 주로 원자 번호가 낮은 란타넘족 원소들로 구성되어 있다. 이는 주로 전자기기, 배터리, 자석 등에서 많이 사용되며, 상대적으로 풍부하게 존재하고 채광이 쉬워서 공급량이 많다. 무거운 희토류(중희토류)는 원자 번호가 높은 란타넘족 원소들로 구성되어 있다. 이는 고급 자석, 촉매, 조명 및 기타 특수 응용 분야에서 사용되며 가벼운 희토류에 비해 상대적으로 더 희귀하여 가격이 훨씬 높다.

## 산지

세계의 희토류 산출량 (1950~2000)

1948년까지는 인도와 브라질의 모래 광산이 희토류의 주요 생산지였다. 1950년대 들어 남아프리카 공화국이 새로운 희토류의 주요 산지로 떠올랐다. 1960년대에서 1980년대까지는 미국 캘리포니아주 남부의 마운틴패스 광산이 주 산지였다. 현재 인도와 브라질, 남아프리카 공화국에서도 희토류 원소가 산출되기는 하지만, 세계 희토류 생산지 1위는 중국이다. 중국은 세계 희토류 원소 공급의 37%를 차지하며, 거의 대부분 내몽골 지방에서 산출된다.

## 한국의 희토류
한국에서는 홍천군, 충주시, 태안군의 지질 지역에 희토류 광상이 분포한다.

### 홍천군
홍천 철-희토류광상은 홍천군 두촌면 천지리에서 자은리에 걸쳐 선캄브리아기의 변성퇴적암에 발달하는 철-희토류 원소 광상이다. 홍천-자은 철광상은 1959년 민간인에 의해 탐사가 시작된 후 1969년까지 국립지질조사소(현 한국지질자원연구원)와 대한광업진흥공사에 의해 자력탐사와 시추탐사가 진행되어 평균품위 약 24%의 철광을 88,500,000 M/T 확보하였다. 1994~1995년 한국지질자원연구원의 재조사 결과 희토류 원소의 함량이 매우 높아 추정 매장량만 10,000 M/T에 이르는 것으로 보고되었다.
이종혁과 이상헌(1989)에 의하면 석영-장석질편마암 내에 층상으로 발달하며 홍천강의 하상을 따라 광체가 3 km에 걸쳐 노출되어 있다. 주요 광물은 자철석이며 적철석과 황철석 및 황동석이 수반된다. 맥석광물로 석영과 방해석이 주로 산출되고 사장석, 각섬석, 흑운모, 녹니석, 백운모, 녹렴석, 금홍석이 부수광물로 산출된다. 자력탐사 결과 철 광체는 습곡에 의해 반복 노출되며 지하에서 동일 층준을 유지하며 습곡 구조에 의해 연결되어 있다. 본 철광상은 퇴적 기원으로 천해성 환원 환경 하에서 자철석과 처트 등이 퇴적되었으며 2회의 광역변성작용과 열수 용액에 의해 영향을 받은 것으로 추정된다.
이한영 외(2002)에 의하면 홍천 철-희토류광체의 주요 구성 광물은 자철석, 안케라이트, 능철석, 마그네사이트, 스트론티아나이트이며 부 구성 광물로 모나자이트, 콜롬바이트, 인회석 아지린휘석, 황철석 황동석 중정석 등이 있다. 안케라이트는 철=희토류 광상의 주 구성 광물이며 탄산염광물 중에서 능철석과 같이 가장 많이 나타낸다. 스트론티아나이트는 스트론튬을 함유한 광물로 연분홍색을 띤다.
박중권과 이한영(2003)에 의하면 홍천 철-희토류 광상은 선캄브리아기 변성퇴적암류 내 탄산염암에 발달하며 광체의 총 연장은 2.2 km, 폭은 10~40 m이다. 탄산염광물로 자철석, 안케라이트(ankerite), 능철석, 마그네사이트, 스트론티아나이트, 산화광물로 자철석, 적철석, 콜럼바이트(Columbite), 인산염광물로 모나자이트, 인회석, 기타 황철석, 황동석과 규산염광물 등이 산출된다. 그리고 광체로부터 분리한 3개의 모나자이트에 대한 U-Pb 열이온 화질량분석(thermal ionization mass spectrometry, TIMS)을 통해  생성시기를 약 850 Ma로 추정하였다. 미량 및 희토류 원소의 양은 다음과 같다.
| 금         | 은         | 비소         | 코발트    | 크로뮴  | 세슘    | 구리     | 갈륨  | 몰리브데넘 | 나이오븀 | 니켈     | 스칸듐  | 바나듐  | 이트륨  | 아연   | 지르코늄 | 우라늄  | 토륨      |
| ---------- | ---------- | ------------ | --------- | ------- | ------- | -------- | ----- | ---------- | -------- | -------- | ------- | ------- | ------- | ------ | -------- | ------- | --------- |
| 7~300      | -          | 8~157        | >1~42     | 6~88    | 0.2~3.1 | 10~86    | 9~146 | 5~801      | 9~606    | >20~101  | 3~79    | 6~33    | 11~85   | 36~171 | 4~19     | 0.1~4.3 | 10.8~1480 |
| 란타넘     | 세륨       | 프라세오디뮴 | 네오디뮴  | 사마륨  | 유로퓸  | 가돌리늄 | 터븀  | 디스프로슘 | 홀뮴     | 어븀     | 툴륨    | 이터븀  | 루테튬  |        |          |         |           |
| 1420~52100 | 2670~83600 | 214~7130     | 654~18800 | 53~1080 | 11~196  | 43~1200  | 3~62  | 6~62       | 0.6~6    | 1.5~12.9 | 0.1~1.2 | 0.7~6.0 | 0.1~0.6 |        |          |         |           |

이한영과 류충렬(2012)에 의하면 북부, 중부, 그리고 남부의 3개 광체가 남-북 방향으로 발달하는데 지질구조 분석 결과 자은교에서 새마을교까지 북서쪽으로 완만하게 습곡축이 북서쪽으로 약 45° 침강하는 향사를 형성하며, 새마을교 서측의 약수터 부근에서는 습곡축이 북서 방향으로 약 45°침강하는 소규모의 배사를 형성하고 있다. 이 습곡구조는 서북서 주향의 단층에 의한 단층끌림의 효과도 일부 받은 것으로 추정된다. 광체와 모암인 편마암에는 소규모 습곡과 엽리가 발달하여 광화작용 이후 강력한 전단이나 습곡 작용의 존재를 지시한다. 그리고 엽리의 자세로 예측되는 습곡 구조를 따라 일부 새로운 광체가 확인되어 자은리 남쪽 지표상에서 미확인된 광체들이 중부와 남부 광체 사이에 거꾸로 된 기억자(ㄱ) 형태로 잠두하고 있을 것으로 추정하였다.
김명정과 박계헌(2013)이 광상배태 지역의 모암인 변성암류에 대한 저어콘 U-Pb 연대측정을 실시한 그 결과 약 1830 Ma의 연령이 확인되었다.

### 충주시계명산층
충주시 남서부의 옥천 누층군 계명산층에는 철과 희토류 원소 광상이 발달한다. 이 지역의 계명산층은 석영편암, 석영-운모편암, 석영-장석편암, 함철규암 그리고 소규모 암주 내지 암맥상으로 분포하는 알칼리 화강암으로 구성된다. 희토류 원소 광상은 계명산층 중 특히 알칼리 화강암 기원의 석영-장석편암과 밀접하게 수반되어 발달하며 대체로 북동-남서 주향으로 분포한다. 확인된 폭은 10~30 m, 연장은 1.2 km이며 희토류 광물은 석영-장석편암 내 소규모 렌즈상 또는 판상으로 유색광물과 선구조를 형성하며 수반된다. 희유원소 광석 중 갈렴석 맥상형 광물의 희토류 함량이 가장 높다.

### 철마산 희토류 광상
태안군 소원면 영전리의 철마산(213.5 m) 일대의 지질은 선캄브리아기 소근리층과 대기리층 및 이를 관입한 화강편마암, 엽리상 흑운모화강암, 엽리상 운모화강암, 염기성암맥 및 산성암맥으로 구성되며, 희토류 광화작용이 화강암질편마암과 엽리상 운모화강암에서 관찰되었다. 화강편마암의 경희토류원소 함량은 란타넘(14.2~316 ppm, 세륨 204~672 ppm, 네오디뮴 11~240 ppm 등이다. 철마산 일대의 희토류 광물인 바스트나사이트(bastnaesite)와 퍼구소나이트(fergusonite)는 화강편마암과 엽리상 운모화강암 형성 시 희토류 원소 및 토륨이 구성광물 내에 소량 함유되어 있었으며 그 후 계속된 화성 활동 및 변성 작용에 의하여 기존 광물 내에 함유되어 있던 희토류 원소가 재농집되어 형성된 것으로 추정된다. 방사능 수치는 소근리층이 420 cps 이하, 화강편마암이 최대 2,200 cps이다.

## 중국의 희토류
중국에서 희토류산업이 발전한 지역은 장시성과 내몽골 자치구 등의 지역이 대표적이다.

### 장시성

중국의 장시성

장시성은 중국의 주요 희토류 생산기지 중 하나이며, 이온형 희토류 매장량은 중국 전체 매장량의 60% 이상을 차지한다. 또한 희토류 광산업 밸류체인을 형성하여 일부 희토류 종류의 경우 전 세계 생산량의 70% 이상을 차지하고 있다.

### 내몽골 자치구

내몽골 자치구

내몽골 자치구의 희토류는 바오터우 바이윈어보 광산에 집중되어 있는데, 바오터우 내 확인된 희토류 매장량은 7,900만 톤으로 중국 총매장량의 85% 이상을 차지한다. 또한 전 세계 총매장량의 40%를 차지한다.

## 가격
다음은 54개 희소 원소의 가격이다. 대부분 2010년 6월 기준이며, 일부는 2009년 또는 1998년 기준이다. USGS와 그 외 자료를 참고하여 달러와 엔을 원으로 환산하였기 때문에, 약간의 오차가 있을 수 있다.

| 원소             | 가격 (원/1g) |
| ---------------- | ------------ |
| 백금             | 64,300       |
| 팔라듐           | 20,200       |
| 루테늄           | 11,900       |
| 오스뮴           | 41,000       |
| 이리듐           | 34,100       |
| 로듐             | 101,000      |
| 망간             | 3.6~3.7      |
| 코발트           | 59~66        |
| 바나듐           | 20           |
| 크롬             | 12~13        |
| 니켈             | 30~32        |
| 갈륨             | 960          |
| 몰리브데넘       | 190~220      |
| 인듐             | 890~960      |
| 텅스텐           | 100~101      |
| 스칸듐           | 20,480       |
| 이트륨           | 50           |
| 란타넘(란탄)     | 15           |
| 세륨             | 13           |
| 프라세오디뮴     | 50           |
| 네오디뮴         | 50           |
| 프로메튬         | 데이터 없음. |
| 사마륨           | 23           |
| 유로퓸           | 7,370        |
| 가돌리늄         | 450          |
| 터븀(테르븀)     | 740          |
| 디스프로슘       | 314          |
| 홀뮴             | 1,365        |
| 어븀(에르븀)     | 820          |
| 툴륨             | 7,370        |
| 이터븀(이테르븀) | 1,750        |
| 루테튬           | 8,460        |
| 리튬             | 396          |
| 베릴륨           | 61           |
| 붕소             | 109,200      |
| 타이타늄(티탄)   | 15           |
| 저마늄(게르마늄) | 1,770~1,910  |
| 셀레늄(셀렌)     | 41           |
| 루비듐           | 13,650       |
| 스트론튬         | 76           |
| 지르코늄         | 113          |
| 나이오븀(니오브) | 109~123      |
| 안티모니(안티몬) | 13           |
| 텔루륨(텔루르)   | 164          |
| 세슘             | 19110        |
| 바륨             | 59,000       |
| 하프늄           | 740          |
| 탄탈럼(탄탈)     | 1,780~2,460  |
| 레늄             | 4,230~5,320  |
| 탈륨             | 6,420        |
| 비스무트         | 26~29        |
| 토륨             | 340(산화물)  |
| 우라늄           | 102(산화물)  |
| 넵투늄           | 데이터 없음  |
| 플루토늄         | 4,700,000    |

## 활용
희토류가 주목받는 것은 독특한 화학적·전기적·자성적·발광적 특징과 함께 탁월한 방사선 차폐 효과를 가지고 있기 때문이다. 광섬유 제조에 사용되는 가돌리늄이나 어븀은 미량만 첨가해도 빛의 손실이 일반 광섬유의 1%까지 낮아진다. 터븀을 사용한 합금은 열을 가하면 자성을 잃고 냉각시키면 자성을 회복하는 특성을 이용해 정보를 입력·기록할 수 있는 음악용 MD나 광자기디스크를 만드는 데 이용된다. 이 밖에도 스마트폰, 하이브리드 자동차, 고화질TV, 풍력 발전, 태양광 발전, 항공우주산업 등 첨단산업에서는 희토류가 안 쓰이는 곳이 없다. 또한 희토류는 의료용 산업분야의 소재 및 철강 등 구조용 합금의 필수 첨가원소로써 미래 신산업의 핵심적 재료라 볼수있다.

### 환경 오염
희토류 원소를 캐고, 정제하고 재활용하는 과정을 섬세히 하지 않을 때 심각한 환경오염이 발생한다. 특히 토륨이나 우라늄을 뽑아내는 과정에서 방사능을 내 뿜는 선광이 그 위험 중 하나이다.유독성의 산성물질이 정제과정에서 사용되는 것또한 문제 중 하나이다. 이러한 희토류를 부적절하게 다루는 것은 심각한 환경오염을 초래할 수 있는데 2010년 5월, 중국은 자연과 자원을 보호하기 위해 불법광산을 집중단속 하겠다고 발표하였다. 이 캠페인은 남부지역에 집중될 것으로 예상된다.
중국은 환경보호를 위해 높은 에너지 소비, 높은 오염의 자원 기반의 관련 산업을 지속적으로 개선해왔다. 희토류 분야에서 국가는 희토류 개발 및 이용과 생태 환경의 조화로운 발전을 촉진하기 위해 일련의 효과적인 정책으로 환경오염을 예방하고 있다. 중국은 1980년대부터 희토류 이용과 생태 환경의 조화로운 발전을 촉진하기 위해 환경보호법, 환경영향평가 등 10개 이상의 희토류산업의 환경 관리 법규와 제도를 제정했다.작거나 시골에 있는, 불법적인 광산들은 유독성의 폐기물들을 특히나 물에 버리기 쉽다.
그러나 심지어 많은 양의 희토류가 정제되고 있는 몽골리아의 바오토우(Baotou)에서도 많은 환경오염을 일으키고 있다.

### 달의 희토류
달에도 희토류가 상당량 매장되어 있다. 하지만 아직은 그림의 떡에 가깝고 채산성 있는 수준이 되기까지는 많은 시간이 필요할 것이다.

## 같이 보기
- 귀금속

## 참고 자료
- [참고](블로그 차이나랩- 중국이 '희토류 카드'로 미국에....)https://blog.naver.com/china_lab/221569286335%5B깨진+링크(과거+내용+찾기)%5D